# Signalmeister (Eisenbahn)
Signalmeister (Abk.: Sm), auch Signalwerker, ist eine Funktionsbezeichnung im Eisenbahnbetrieb für einen technischen Eisenbahnbediensteten, der innerhalb eines Instandhaltungsbereichs (einer Signalmeisterei; analog der Fernmeldemeister in einer Fernmeldemeisterei) für die Inspektion, Wartung, Mängelbeseitigung sowie Entstörung und damit für den betriebssicheren Zustand der Signaltechnik (Fm: Betriebs-Fernmeldeanlagen) von Eisenbahnanlagen (Sicherungstechnik) in seinem Bezirk verantwortlich ist.
Die Dienststelle und allfällige Dienstunterkunft eines Signalmeisters wird als Signalmeisterei, die des Fernmeldemeisters Fernmeldemeisterei bezeichnet. Beide Bereiche gehörten bis zum Ende des Zweiten Weltkrieges organisatorisch zu den Bahnmeistereien. Danach wurden eigene Dienststellen eingerichtet, bei der DR von Anfang an als gemeinsame Signal- und Fernmeldemeistereien (Sfm). Bei der DB wurden 1976 die getrennten Bereiche Signalmeisterei (Sm) und Fernmeldemeisterei (Fm) zu Nachrichtenmeistereien (Nm) zusammengelegt. Mit der Bahnreform 1994 wurden diese Bereiche wieder getrennt, gegenwärtig ist hier die Leit- und Sicherungstechnik (LST) und die Kommunikationstechnik (KT) zuständig.

## Weichenmechaniker
Im Bereich der Deutsche Bahn AG werden die signaltechnischen Einrichtungen von Weichen durch Weichenmechaniker instand gehalten. Ihnen obliegen eigenverantwortlich die Inspektion, Wartung, Entstörung und Mängelbeseitigung an den sicherungstechnischen Einrichtungen der Weichen. Zu den sicherungstechnischen Einrichtungen von Weichen zählen der Weichenantrieb, Weichensignale und Weichenverschlüsse mit den zugehörigen Übertragungsteilen. Die Arbeiten können auch durch externe Unternehmen ausgeführt werden. Die Verantwortung für diese Arbeiten verbleibt jedoch beim Eisenbahninfrastrukturunternehmen. Der Weichenmechaniker kann sich zum Fahrbahnmechaniker weiterqualifizieren. Vielfach erfolgt die Ausbildung zum Weichenmechaniker vor der zum Signalmechaniker.

## Signalmechaniker
Im Bereich der DB InfraGO AG werden die signaltechnischen Einrichtungen von Stellwerks- und Bahnübergangsanlagen durch Signalmechaniker instand gehalten. Zu diesen Einrichtungen zählen die Einrichtungen zur Sicherung der Zug- und Rangierfahrten, wie Schalteinrichtungen im Stellwerk und technisch gesicherten Bahnübergängen. Signalmechaniker sind in den meisten Fällen zugleich Weichenmechaniker. Wie bei den Weichenmechanikern können diese Arbeiten auch von externen Unternehmen ausgeführt werden.

## Voraussetzung und Prüfung
Weichenmechaniker und Signalmechaniker sind Fachkräfte der Leit- und Sicherungstechnik (abgekürzt: Fk LST) im Sinne der EBO. Sie müssen eine einschlägige Berufsausbildung nachweisen. Nach einer fachlichen Ausbildung ist die Befähigung vor dem Fachbeauftragten unter Beteiligung des EBA nachzuweisen (sog. Schlüsselprüfung), d. h. die Berechtigung, die Schlüssel für rote Sicherheitsschlösser als Zugang für LST-Anlagen (Relaisräume, Blockschalthäuser, Signal- und Weichenantriebe bzw. -schaltkästen, Bahnübergangs-Schalthäuser etc. eigenverantwortlich nutzen zu dürfen; analog dazu braune Schlösser bei Fm/KT). Regional bestehen weitere Schließungen wie grüne und schwarze Schlösser, die Regeln sind inzwischen mit denen für die roten vergleichbar.

## Situation bei den deutschen Bahnen vor 1994
Bis zur Bahnreform im Jahre 1994 lautete die Berufsbezeichnung bei der Deutschen Bundesbahn Werkführer. Durch eine Beförderung konnte der Titel eines Werkmeisters, Oberwerkmeisters, Hauptwerkmeisters oder Betriebsinspektors erworben werden.
Bei der Deutschen Reichsbahn war die Unterhaltung von Sicherungstechnik und Weichenverschlüssen seit dem Ende des Zweiten Weltkrieges getrennt. Für letztere waren Weichenschlosser, die bei den Bahnmeistereien beschäftigt waren und damit zum Hauptdienstzweig Bahnanlagen gehörten, zuständig. Die Instandhaltungsgrenze lag am Anschlussbolzen in der Schieberstange. Für Signalwerker gab es den Lehrberuf Elektrosignalschlosser, später Elektrosignalmechaniker. Die Tätigkeitsbezeichnungen der Signalwerker waren
- Signalbetriebshelfer (S-Btrh), die (wenigen) un- oder angelernten Mitarbeiter,
- Signalbetriebsmonteure (S-Btrmt), gelernte Teilfacharbeiter (Signal- und Fernmeldebaumonteur) nach dem Abschluss der 8. Klasse,
- Signalbetriebsmechaniker (S-Btrm), Facharbeiter,
- Signalbetriebsobermechaniker (S-Btrom), Zusatzqualifikation, berechtigt zur selbständigen Arbeit an mit grünem Sicherheitsschloss gesicherten Anlagen (die meisten Außenanlagen und beispielsweise Wegübergangssicherungsanlagen ohne Abhängigkeiten zu Hauptsignalen) und
- Signalbetriebshauptmechaniker (S-Btrhm), diese Qualifikationsstufe entspricht dem Werkmeister Signaltechnik, berechtigt zur selbständigen und eigenverantwortlichen Arbeit an allen Sicherungsanlagen, auch an den mit rotem Sicherheitsverschluss. Signalbetriebsober- und -hauptmechaniker besaßen neben den Schlüsseln eine Siegelzange zum Anlegen von Sicherheits- und Überwachungssiegeln.

- Bereichsmechaniker war der Vertreter des Instandhaltungsbereichsleiters. Diese Bezeichnung stand für die klassische und mit der Industrie vergleichbare Meisterposition.